# Brian Shimer
Brian Lee Shimer (ur. 20 kwietnia 1962 w Naples) – amerykański bobsleista, brązowy medalista olimpijski i trzykrotny medalista mistrzostw świata.

## Kariera
Początkowo uprawiał futbol amerykański, jednak po zakończeniu nauki zainteresował się bobslejami. Pierwszy sukces w bobslejach osiągnął w 1993 roku, kiedy razem z Randym Jonesem, Bryanem Leturgezem i Karlosem Kirbym zdobył brązowy medal w czwórkach na mistrzostwach świata w Igls. Na rozgrywanych w 1997 roku mistrzostwach świata w St. Moritz reprezentacja USA w składzie: Brian Shimer, Chip Minton, Randy Jones i Robert Olesen ponownie zdobyła brązowy medal w czwórkach, a Shimer w parze z Olesenem był też trzeci w dwójkach. Kolejny medal przywiózł z igrzysk olimpijskich w Salt Lake City w 2002 roku, wspólnie z Danem Steele’em, Dougiem Sharpem i Michaelem Kohnem zdobył brązowy medal w czwórkach. Shimer startował także na czterech poprzednich edycjach te imprezy, najlepszy wynik osiągając na igrzyskach olimpijskich w Nagano w 1998 roku, gdzie w czwórkach zajął piątą pozycję. Ponadto w sezonie 1992/1993 zwyciężał w klasyfikacji kombinacji oraz czwórek Pucharu Świata.